# Miss.Tic
Radhia Novat, conocida con el seudónimo de Miss.Tic (20 de febrero de 1956-22 de mayo de 2022), fue una artista francesa. Fue conocida por sus plantillas de mujeres de cabello oscuro vistas en las calles de París y asociadas con la poesía. Estuvo activa como artista callejera desde 1985.

## Biografía
Nació en 1956 en Montmartre de padre inmigrante tunecino y madre normanda. Pasó su infancia allí hasta 1964, cuando la familia se mudó a Orly, en los suburbios del sur de París. Perdió a su madre, a su hermano pequeño y a su abuela en un accidente automovilístico a la edad de diez años; su padre murió seis años después. Luego fue criada por su madrastra, que era camarera, ella escapó de ese mundo y rápidamente comenzó a trabajar en sus plantillas. A principios de la década de 1980, pasó unos años en California, entre los ambientes punk de San Francisco y Los Ángeles. Regresó a París después de la ruptura de una relación sentimental y comenzó sus diseños en las paredes de partes de Ménilmontant, Montmartre, le Marais, Montorgueil y la Butte-aux-Cailles. En 1985 firmó su primera exposición personal basada en su arte. A partir de entonces, difundió sus ideas a través de poemas y juegos de palabras en paredes, libros y exposiciones. En 1985, participó en la primera reunión del movimiento de arte graffiti urbano en Bondy, Francia, por iniciativa de la VLP, con Speedy Graphito, Kim Prisu, Jef Aerosol, SP 38, Epsylon Point, Blek le Rat, Futura2000, Nuklé-Arte y Banlieue-Banlieue. 
En marzo de 2011 se emitió una serie de sellos por el Día Internacional de la Mujer inspirados en algunas de sus plantillas. 
Murió de cáncer en París el 22 de mayo de 2022, a los sesenta y seis años.

## Colecciones con su obra
- Fonds d’art contemporain - Paris Collections. París, Francia.[5][6]
- Museo de Victoria y Alberto, Londres, Reino Unido.[7]

- Museo Ingres, Montauban, Francia.
- Museo de las civilizaciones de Europa y del Mediterráneo, Marsella, Francia.[8]